# علی مؤذنی

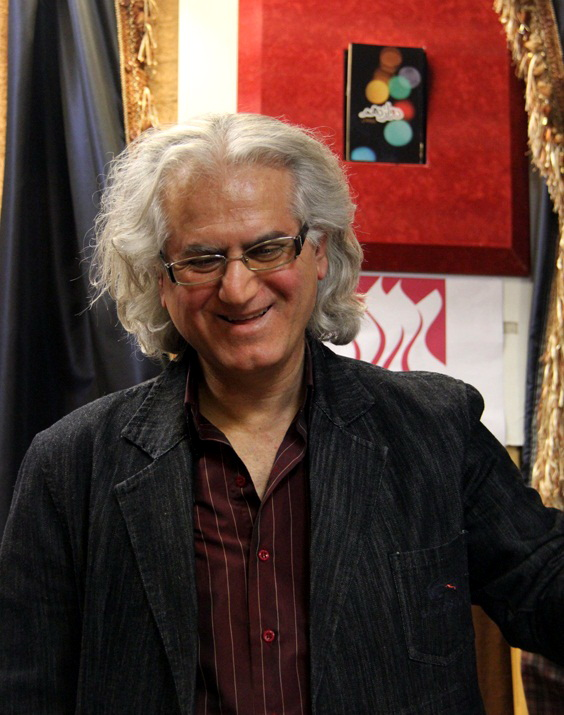

علی مؤذنی (زاده ۱۳۳۷) داستان‌نویس، نمایشنامه‌نویس و فیلم‌نامه‌نویس ایرانی است.

## زندگی
وی متولد تهران سال ۱۳۳۷ است. لیسانس ادبیات نمایشی از دانشکده هنرهای زیبای دانشگاه تهران دارد و از جمله نویسندگانی است که کار نوشتن را به شکل حرفه‌ای دنبال می‌کند. وی در عرصه داستان کوتاه، رمان، داستان بلند، نمایشنامه و فیلمنامه قلم می‌زند. در حوزه فیلم‌سازی نیز شش تله‌فیلم برای تلویزیون ساخته‌است.
اغلب آثار وی با اقبال منتقدان و مخاطبان روبرو شده و جوایزی را نیز کسب کرده‌است.

## آثار

### مجموعه داستان کوتاه
- کلاهی از گیسوی من چاپ دوم ۱۳۸۹، انتشارات سورهٔ مهر
- دلاویز تر از سبز چاپ چهارم ۱۳۸۹، انتشارات سورهٔ مهر
- حضور چاپ دوم ۱۳۷۶، انتشارات سورهٔ مهر
- قاصدک چاپ سوم ۱۳۸۹، انتشارات سورهٔ مهر
- شعربه انتظار تو چاپ چهارم ۱۳۹۳، انتشارات کتاب نیستان

### داستان بلند
- کشتی به روایت طوفان  انتشارات مدرسه، چاپ چهارم، ۱۳۷۸
- دوستی چاپ سوم ۱۳۸۹، انتشارات سورهٔ مهر
- سِفر ششم چاپ اول ۱۳۷۳، انتشارات محراب اندیشه
- بشارت چاپ اول ۱۳۷۳، انتشارات محراب اندیشه
- چهار داستان بلند فوق در مجموعهٔ چهار فصل چاپ ۱۳۸۳، انتشارات طه به چاپ رسیده‌است.
- دو داستان کشتی به روایت طوفان و دوستی ذر یک مجموعه به نام کشتیبان دوست چاپ دوم ۱۳۹۶، انتشارات کتاب نیستان به چاپ رسیده‌است.
- دو داستان سِفر ششم و بشارت ذر مجموعه ای با نام موسای عیسی چاپ دوم ۱۳۹۵، انتشارات کتاب نیستان به چاپ رسیده‌است.

#### رمان
- نوشدارو چاپ اول، ۱۳۷۰، انتشارات جویا
- نه آبی نه خاکی  انتشارات سورهٔ مهر، چاپ ۱۲
- ملاقات در شب آفتابی انتشارات قدیانی، چاپ ۱۲
- ظهور انتشارات نیستان، چاپ سوم، ۱۳۸۷
- ارتباط ایرانی انتشارات سورهٔ مهر، چاپ دوم، ۱۳۹۰
- مأمور چاپ اول، ۱۳۷۸، انتشارات کتاب نیستان
- خوش نشین چاپ اول و دوم انتشارات عصر داستان، ۱۳۹۲، چاپ سوم، انتشارات علمی فرهنگی ۱۳۹۴
- دوازدهم چاپ اول، انتشارات عصر داستان، ۱۳۹۳، این کتاب به دستور وزارت ارشاد جمع‌آوری شده‌است.
- آپارتمان روباز، اننتشارات اسم، چاپ اول، ۱۳۹۵

##### نمایشنامه
- کیسه بکس انتشارات نمایش، چاپ اول، ۱۳۶۹
- هاقیل انتشارات طه، چاپ دوم، ۱۳۸۲
- دریایی، انتشارات طه، چاپ دوم، ۱۳۸۲
- مفرد مذکر غایب  انتشارات جمکران، چاپ پنجم، ۱۳۹۶
- خورشید از سمت غروب انتشارات نیستان، ۱۳۸۸

### فیلمنامه
- مسیحایی، شرکت چاپ و نشر بین‌الملل، چاپ اول ۱۳۸۹
- سریال شب چراغ (پنج جلد)، انتشارات قدیانی، ۱۳۸۴
- ملیکا شرکت چاپ و نشر بین‌الملل، چاپ اول، ۱۳۸۹

### فیلم‌های تلویزیونی
- تله‌فیلم انتقام سیما فیلم، ۱۳۸۰
- تله‌فیلم هفتاد و سومین تن، شبکه دو، ۱۳۸۲
- تله‌فیلم تفتیش سیما فیلم، ۱۳۸۳
- تله‌فیلم آپارتمان سیما فیلم، ۱۳۸۴
- تله‌فیلم یک پله پایین‌تر شبکهٔ یک، ۱۳۸۷
- تله‌فیلم یک گوشهٔ پاک و پر نور شبکهٔ یک، ۱۳۸۷